# 廣治省
廣治省（越南语：／）是越南中北沿海地區的一个省，省莅洞海坊。

## 地理
广治省北接河静省，南接顺化市，西邻老挝，东临南中国海。

## 历史

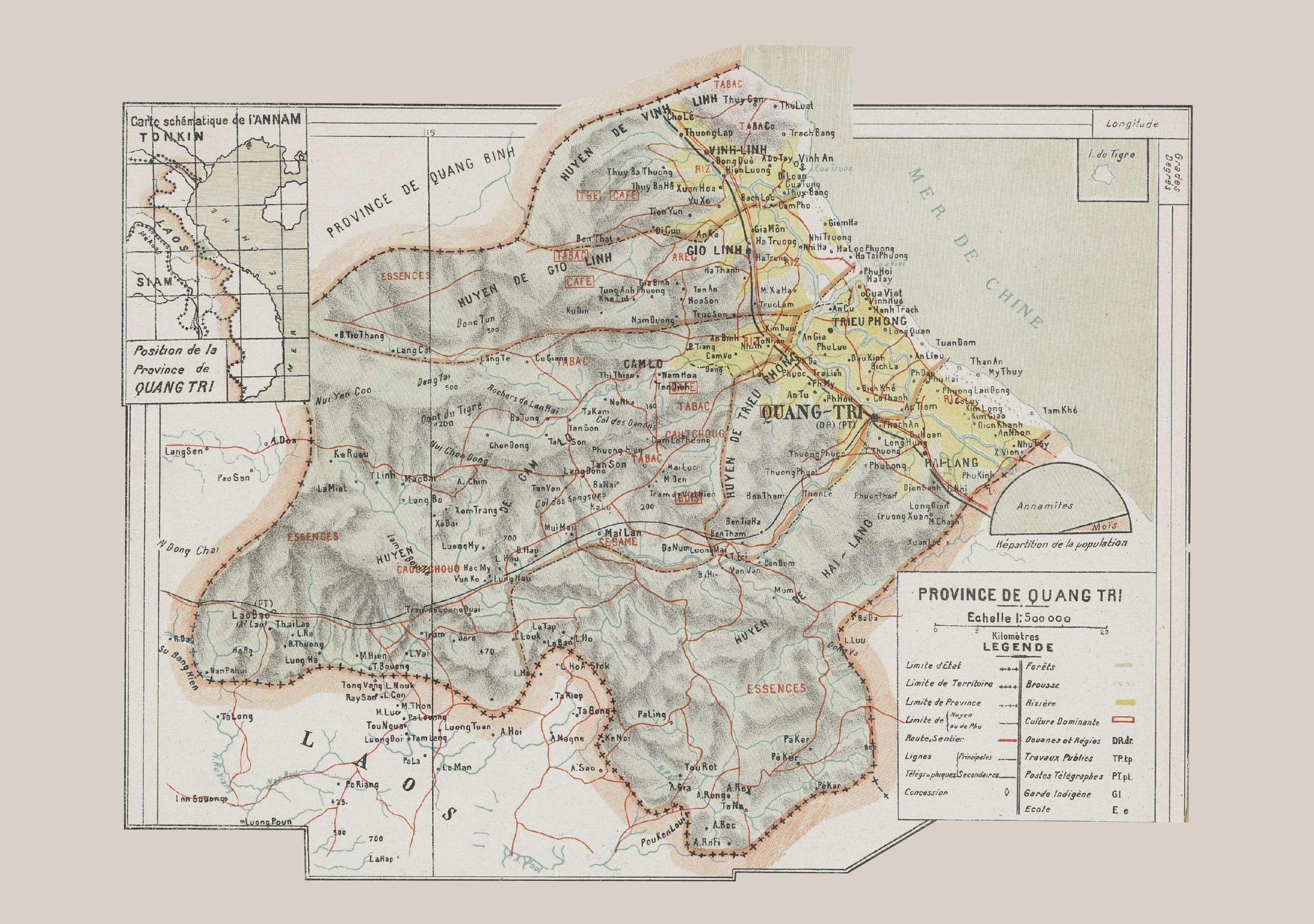
法属印度支那时期的廣治省地图

漢朝時，廣治省屬於日南郡比景縣。東晉時，林邑國攻佔日南郡。
隋大業元年（605年），隋朝平定林邑，在此設置蕩州。隋朝末年，此地又被林邑國佔據，設為烏州和麻令州。
越南李朝天貺寶象二年（1069年），李聖宗征討占城國，占城獻麻令州。李朝將麻令州改為明靈州，並招募國內流民前往定居。
龍符元化三年（1103年），占城國重新佔領麻令州。次年（1104年），李常傑討伐占城，收復明靈州。
陳興隆十四年（1306年），陳英宗將玄珍公主嫁給占城國王制旻，獲得烏州、里州之地。在烏州設置順州，設石蘭縣、花閬縣、利調縣、安仁縣四縣隸屬順州。
屬明時期，廣治省設順州，隸屬順化府。
黎光順十年（1469年），黎聖宗劃定天下版圖，明靈州隸屬新平府，順州改為武昌縣、海陵縣二縣，隸屬肇豐府，二府都隸屬順化承宣。
正治元年（1558年），阮潢入鎮順化，此後廣治省屬於阮主領地。阮潢最初在武昌縣愛子社駐營，阮福源時期遷至廣田縣，稱愛子社為舊營。
景興三十六年（1775年），北方鄭主軍隊攻佔順化，設順化處，廣平府和肇豐府都隸屬順化處。
景興四十七年（1786年）冬，西山軍阮惠驅逐鄭主軍隊，佔據順化。
西山景盛九年（1801年），阮福映攻克富春，將首都遷回富春城，并以肇豐府香茶、廣田和富榮三縣設置廣德營。又以海陵、登昌二縣和廣平府明靈縣設置廣治營。各設置留守、該簿和記錄。並設置甘露道，隸屬廣治營。
嘉隆五年（1806年），定廣治營為直隸營，隸屬京師。
明命三年（1822年），分肇豐府香茶縣、廣田縣和富榮縣設承天府；肇豐府專領登昌縣和海陵縣，又析廣平府明靈縣改隸肇豐府。
明命四年（1823年），設向化州，隸甘露道。
明命八年（1827年），改為廣治鎮，省直隸二字。並在甘露道設置㟐嶸州、廊辰州、那賁州、上薊州、佐邦州、昌盛州、巴欄州、尋湓州和㟐俸州九個羈縻州，稱為甘露九州。
明命十一年（1830年），設肇豐府知府，兼理明靈縣，統轄登昌縣和海陵縣。
明命十二年（1831年），改設為廣治省。改甘露道為甘露府。置知府一員，兼理向化州，統轄九州。
明命十五年（1834年），以廣平省和廣治省為北直。並改向化州為向化縣。
明命十七年（1836年），增設地靈縣。肇豐府改兼理登昌縣，統轄明靈縣、地靈縣和海陵縣三縣。
嗣德三年（1850年），改向化縣為成化縣。
嗣德六年（1853年），廢廣治省為廣治道，文書冊籍冠以承天府，廢肇豐府和甘露府二府，海陵縣和登昌縣二縣由道兼理，地靈縣由明靈縣兼攝，明靈縣和成化縣以及甘露九州由道統轄。
嗣德十五年（1862年），改地靈縣為由靈縣。
嗣德二十九年（1876年），复改廣治道為廣治省。恢復肇豐府和甘露府二府。登昌縣由肇豐府兼理，成化縣由甘露府兼理。
建福元年（1884年），避建福帝諱，改登昌縣為順昌縣。
咸宜元年（1885年），避咸宜帝諱，改明靈縣為昭靈縣。
同慶元年（1886年），復設由靈縣縣衙，隸肇豐府統轄，不再由昭靈縣併攝。
成泰元年（1889年），避成泰帝諱，改昭靈縣為永靈縣。
成泰年間，羈縻州甘露九州由殖民政府劃歸老撾。
維新元年（1907年），增設向化縣，由甘露府統轄。
維新四年（1910年），改甘露府為甘露縣，廢成化縣。升永靈縣為永靈府。
1954年日內瓦會議後，越南南北方以北緯十七度為分界線。廣治省除永靈縣屬於北方，其餘都屬南方。越南共和國在廣治省設有由灵郡、忠良郡、向化郡、肇丰郡、海陵郡、甘露郡、巴隆郡7郡，後巴隆郡併入肇豐郡，析置东河郡、枚岭郡，共8郡。北方的越南民主共和國則在永靈縣設置省級永靈特區。
越南戰爭期間，廣治省成為南越最北省份及南北越非軍事區的鄰接地帶。雙方多次反覆爭奪，直到1975年春季攻勢才由北越一舉拿下。
1975年，南越政權被推翻。次年，越南统一，廣治省和廣平省與承天省合併為平治天省。廣治省区域包括東河市社、甘露縣、由靈縣、海陵縣、向化縣、肇豐縣、永靈縣1市社6縣。
1977年3月11日，甘露縣、永靈縣和由靈縣合併為𤅶海縣；肇豐縣和海陵縣合併為肇海縣。
1981年9月11日，𤅶海县8社和肇海县2社划归东河市社管辖。
1989年6月30日，平治天省重新分為廣平省、廣治省和承天順化省3省；廣治省下轄東河市社、𤅶海縣、肇海縣和向化縣1市社3县，省莅东河市社。
1989年9月16日，肇海县以广治市镇析置广治市社。
1990年3月23日，𤅶海县分设为永灵县和由灵县2县；肇海县分设为肇丰县和海陵县2县。
1991年10月19日，东河市社析置甘露县。
1996年12月17日，肇丰县和向化县析置达克容县。
2004年10月1日，永灵县析置昏果岛县。
2008年3月19日，肇丰县和海陵县部分区域划归广治市社管辖。
2009年8月11日，东河市社改制為东河市。
2025年7月1日和原廣平省合併省會遷至洞海市。

## 行政區劃
廣治省曾下轄東河市1市、廣治市社1市社、甘露縣、昏果島縣、达克容縣、由靈縣、海陵縣、向化縣、肇豐縣、永靈縣8縣，省莅东河市。2025年，广治省與广平省合并，县级行政区划被撤销，广治省现在下辖8坊、69社、1特区，省人民委员会位于洞海坊。

## 外部連結
- 廣治省电子信息门户网站 （页面存档备份，存于）（越南文）